# Laura Kampf
Laura Kampf est une vidéaste web, designeuse et artisane allemande, née le 15 août 1983 à Wiehl en Rhénanie-du-Nord-Westphalie. Se désignant comme une « maker », son contenu se concentre principalement sur des projets de construction DIY.

## Biographie

### Jeunesse et formation
Laura Kampf est née le 15 août 1983,[source insuffisante] à Wiehl, en Allemagne[réf. nécessaire]. Son père est publicitaire et sa mère est femme au foyer. À l'université, elle étudie le design.

### Carrière
Basée à Cologne, Laura Kampf lance sa chaîne YouTube éponyme en 2015. Membre de la communauté maker, elle réalise divers projets artisanaux.
Elle collabore à plusieurs reprises avec la vidéaste Simone Giertz, notamment à la construction du « Truckla », une Tesla Model 3 transformée en pick-up,. Elles participent également, en 2021, au projet de Adam Savage de construire des voitures de combat dans le style de Mad Max.
Laura Kampf participe également aux émissions de télévision allemandes Die Sendung mit der Maus, et Schrott or Not.

### Vie personnelle
Laura Kampf est lesbienne. Elle est mariée à Corinne Brinkerhoff (en)[réf. à confirmer].